# Högvaktsterrassen
Högvaktsterrassen (en français : terrasse des gardes) est une place du quartier de Gamla stan à Stockholm en Suède,.

## Présentation
La  place est située à l'extérieur de la cour extérieure du palais royal de Stockholm.
La place s'étend au nord de la cathédrale de Stockholm à Storkyrkobrinken et se termine au côté nord par une terrasse offrant une vue panoramique sur la place Mynttorget et le palais de la Diète nationale de Suède et la rampe nord du palais. 
La place est délimitée à l'est par les deux ailes occidentales courbes du palais royal de Stockholm, et à l'ouest par une annexe appartenant à l'État composée du palais d'Axel Oxenstierna et de la Maison Beijer (sv) et abritant des bureaux et des salles de travail de la cour.

## Galerie

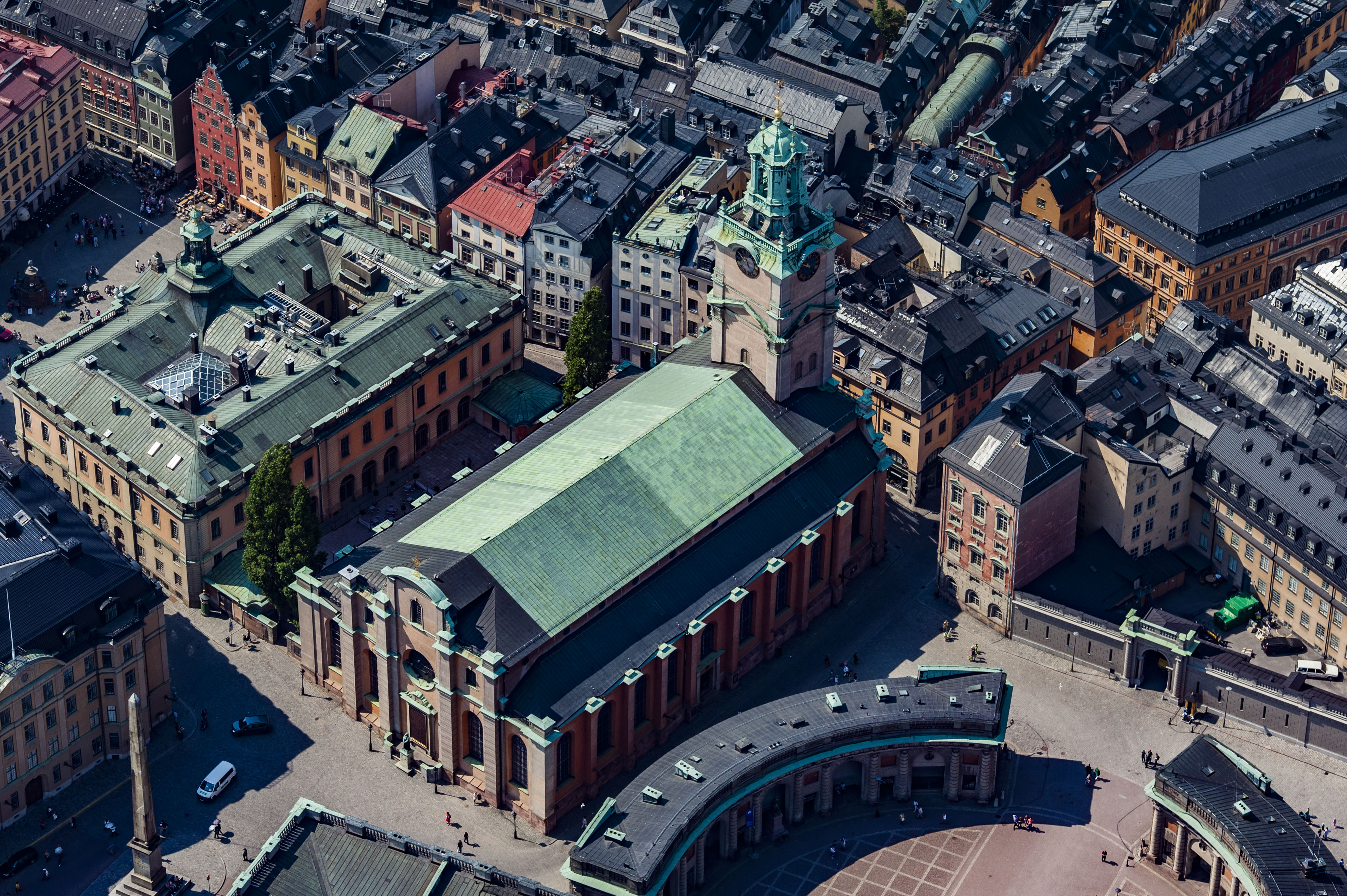
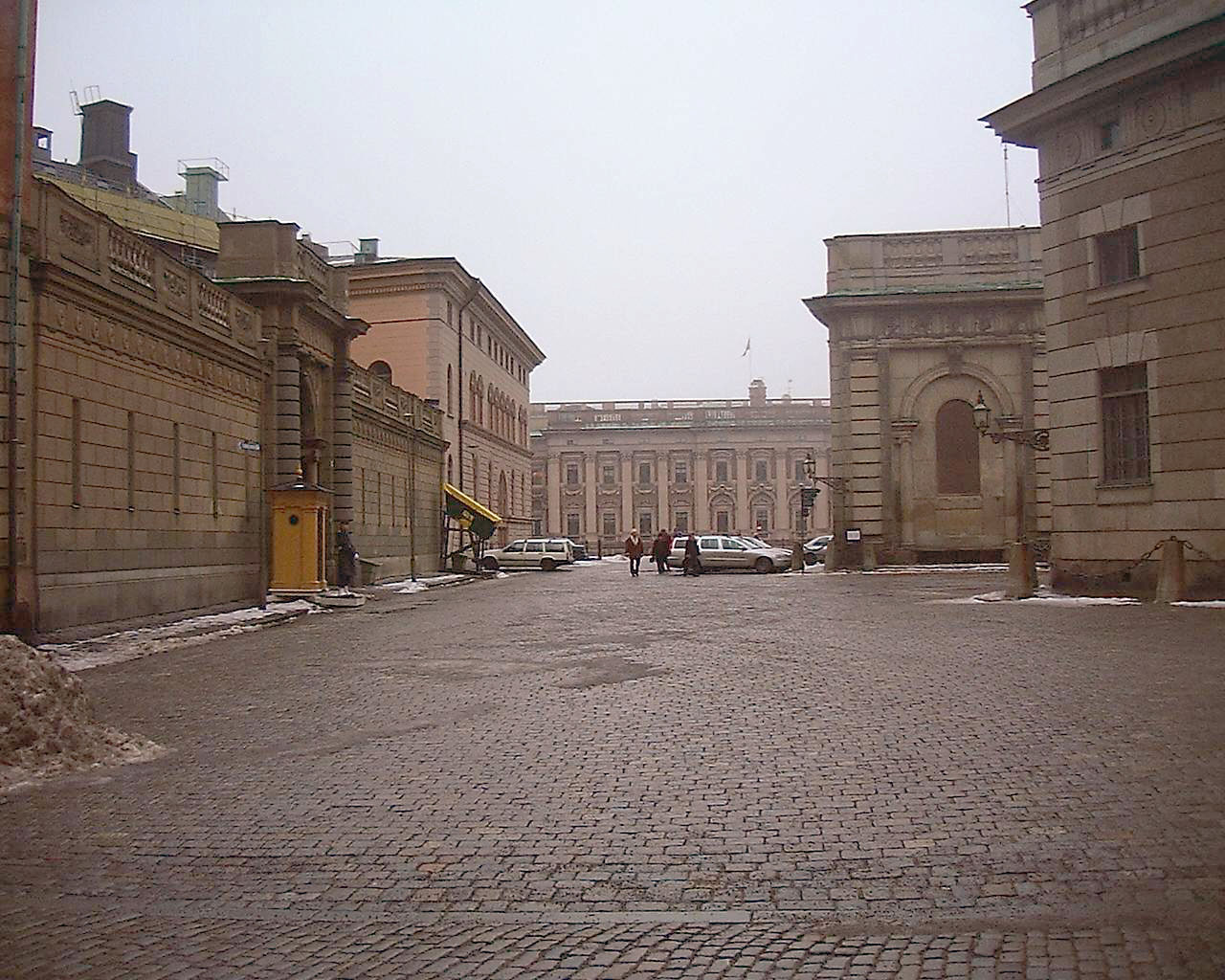
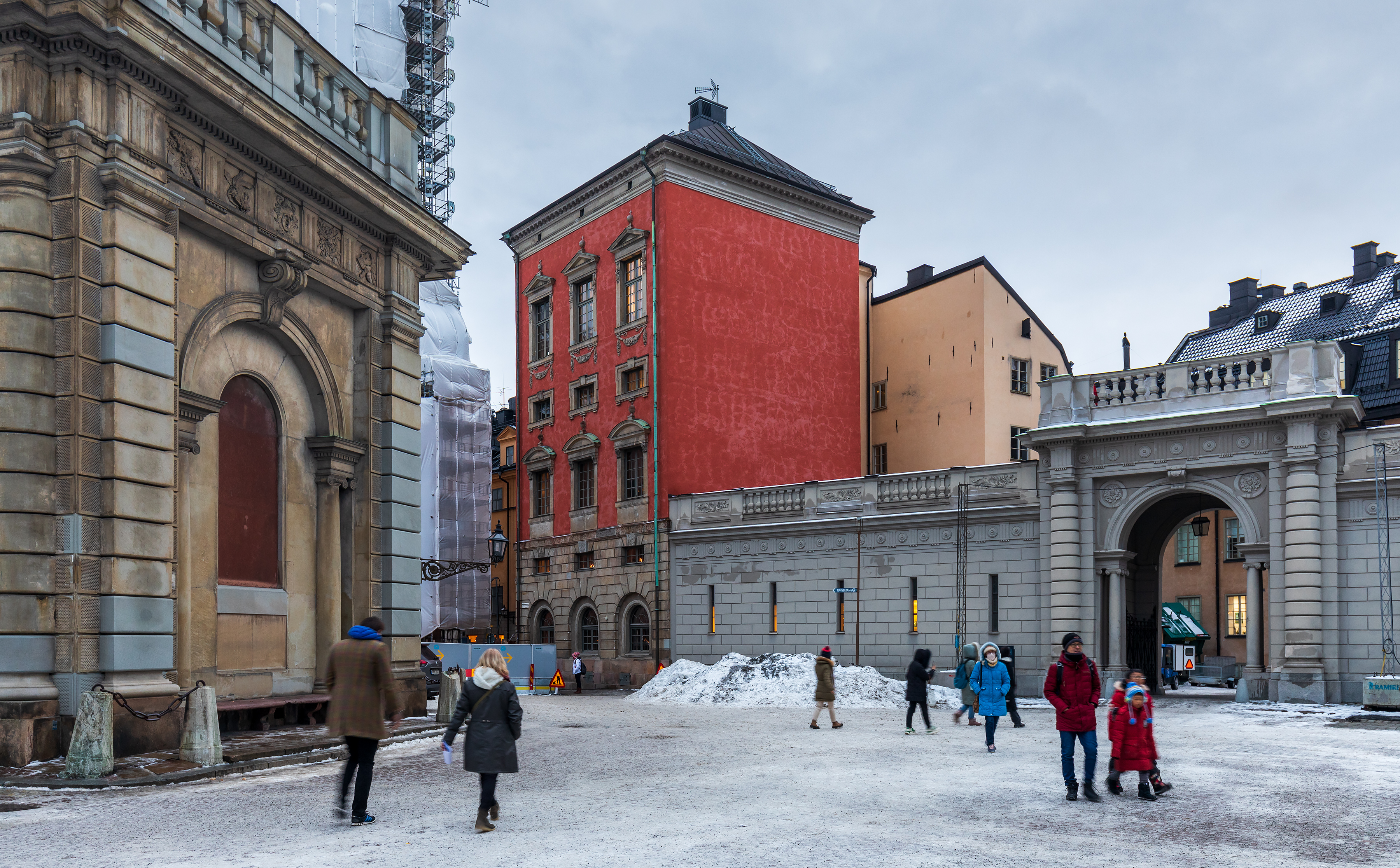
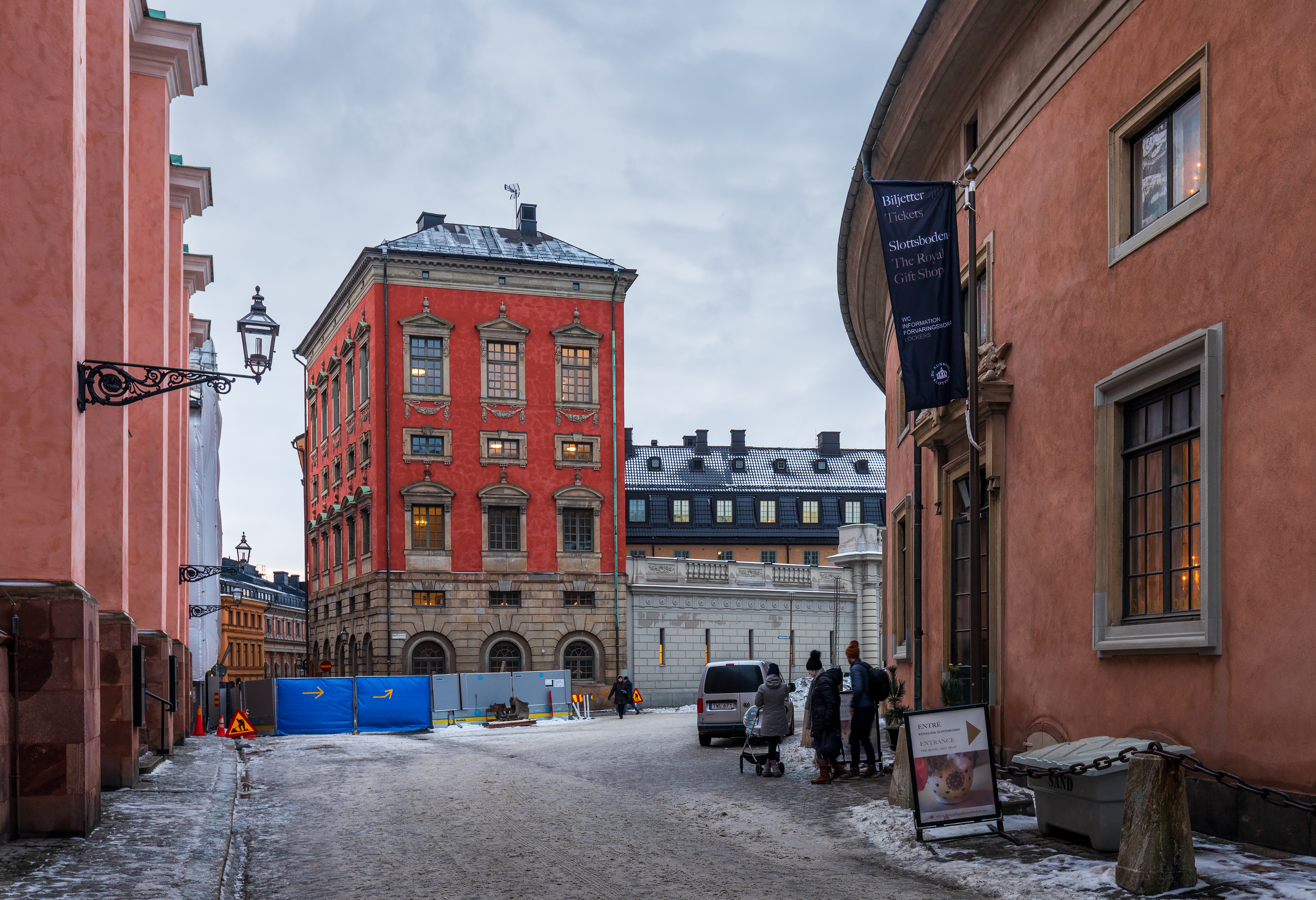